# Eucoelophysis
Eucoelophysis is een geslacht van uitgestorven archosaurische reptielen dat wellicht behoort tot de familie Silesauridae. Het leefde in het Laat-Trias (Noricien, ongeveer 228 - 208 miljoen jaar geleden) en zijn fossiele overblijfselen zijn gevonden in Noord-Amerika.

## Naamgeving
Op 30 december 1983 werd in de Cross Quarry een skelet van een archosauriër ontdekt. De vondst werd pas in 1995 gemeld in de wetenschappelijke literatuur. Er werd naar verwezen als de Orphan Mesa Theropod.
De typesoort Eucoelophysis baldwini werd in 1999 benoemd door Sullivan en Lucas. De geslachtsnaam betekent 'de ware Coelophysis'. De soortaanduiding eert David Baldwin die in 1881 Coelophysis ontdekte. Sullivan en Lucas waren in 1991 van plan al het Coelophysis-materiaal uit de negentiende eeuw als een nomen dubium terzijde te schuiven en voor het veel completere materiaal uit de Ghost Ranch de soort Rioarribasaurus colberti te benoemen. Dat ging niet door toen de ICZN in 1996 specimen AMNH 7224 als het neotype van Coelophysis vaststelde. Het nieuwe skelet benoemden ze dan maar als een Eucoelophysis.
Het holotype is NMMNH P-22298, een postcraniaal skelet van een jong dier gevonden in een laag van de Upper Petrified Forestformatie, Chinlegroep, te New Mexico. Het skelet lag niet in verband en was vermengd met fossielen van andere taxa, wat een correcte identificatie heeft bemoeilijkt. Zo werden in 1999 de halswervels ten onrechte voor ruggenwervels aangezien. Er is later meer materiaal aan Eucoelophysis toegewezen maar dat was van lage kwaliteit en de toewijzingen zijn omstreden.

## Beschrijving
De fragmentarische overblijfselen laten geen adequate reconstructie van Eucoelophysis toe; de vergelijking van de fossielen met die van vergelijkbare maar beter bekende dieren als Silesaurus en Sacisaurus geeft aan dat Eucoelophysis een dier van ongeveer een paar meter lang kan zijn geweest, met lange en slanke poten en een viervoetige houding. Het is onduidelijk wat geldige autapomorfieën zouden kunnen zijn. De vorm van het dijbeen lijkt sterk op die van Silesaurus: het bot in kwestie mist de trog voor het ligament op de achterzijde van de dijbeenkop, en de binnenste onderste gewrichtsknobbel is klein, glad en afgerond. Het scheenbeen is ook begiftigd met enkele kenmerken die Eucoelophysis van de dinosauriërs weghalen en dichter bij de silesauriden brengen.

## Fylogenie
Aanvankelijk werd Eucoelophysis beschouwd als een theropode dinosauriër vergelijkbaar met Coelophysis (vandaar de naam Eucoelophysis); de daaropvolgende beschrijving van Silesaurus en de erkenning van een taxon bekend als Silesauridae, beschouwd als basaal ten opzichte van de dinosauriërs, leidde tot een heroverweging van de overblijfselen van Eucoelophysis door Sterling J. Nesbitt en collega's, die in 2005 en vervolgens in 2007 twee artikelen publiceerden, waarin ze aangaven dat Eucoelophysis naar alle waarschijnlijkheid een lid van de silesauriden was. Onafhankelijk onderzoek van Martin Ezcurra (2006) kwam tot min of meer dezelfde conclusies; in deze studie werd Eucoelophysis beschouwd als de zustergroep van Dinosauria, terwijl Silesaurus werd beschouwd als een basaal taxon met betrekking tot Eucoelophysis en Dinosauria. Latere analyses toonden aan dat de positie van Eucoelophysis onzeker is. Het betreft in ieder geval een lid van de ruimere Dinosauriformes.